# بيل ديكنز
بيل ديكنز (بالإنجليزية: Bill Dickens)‏ هو عازف جاز أمريكي، ولد في 1958 في شيكاغو في الولايات المتحدة.

## وصلات خارجية
- الموقع الرسمي
- بيل ديكنز على موقع ميوزك برينز (الإنجليزية)
- بيل ديكنز على موقع أول ميوزيك (الإنجليزية)
- بيل ديكنز على موقع ديسكوغز (الإنجليزية)